# Кибалко, Василий Васильевич
Василий Васильевич Кибалко (1918—1992) — полковник Советской Армии, участник Великой Отечественной войны, Герой Советского Союза (1943).

## Биография
Родился 14 января 1918 года в Одессе. После окончания семи классов школы и школы фабрично-заводского ученичества работал литейщиком на судостроительном заводе. В 1936 году окончил три курса рабфака Одесского педагогического института, в 1937 году — аэроклуб. В том же году он был призван на службу в Рабоче-крестьянскую Красную Армию. В 1938 году окончил Одесскую военную авиационную школу пилотов. Участвовал в польском походе. С июня 1941 года — на фронтах Великой Отечественной войны.
К началу 1943 года капитан был заместителем командира эскадрильи 10-го отдельного дальнеразведывательного авиаполка 1-й воздушной армии Западного фронта. К тому времени он совершил 100 боевых вылетов на дальнюю разведку и бомбардировку войск противника.
Указом Президиума Верховного Совета СССР «О присвоении звания Героя Советского Союза начальствующему составу Военно-Воздушных сил Красной Армии» от 24 мая 1943 года за «образцовое выполнение боевых заданий командования на фронте борьбы с немецкими захватчиками и проявленные при этом отвагу и геройство» капитан Василий Кибалко был удостоен высокого звания Героя Советского Союза с вручением ордена Ленина и медали «Золотая Звезда».
После окончания войны продолжил службу в Советской Армии. В 1949 году он окончил Военно-воздушную академию. С 1953 года несколько лет командовал 56-й бомбардировочной авиационной дивизией (Калинин). В 1978 году в звании полковника Кибалко был уволен в запас. Проживал в Москве. Умер 1 октября 1992 года, похоронен на Митинском кладбище Москвы.
Был также награждён двумя орденами Красного Знамени, орденом Александра Невского, двумя орденами Отечественной войны 1-й степени, орденами Красной Звезды и «За службу Родине в Вооружённых Силах СССР» 3-й степени, рядом медалей.